# پروانه‌های نواب
پروانه‌های نواب (نام علمی: Polyura) نام یک سرده از زیرخانواده برگ‌بالان است.